# Sven Lüscher
Sven Lüscher (5 marzo 1984) è un allenatore di calcio ed ex calciatore svizzero, di ruolo centrocampista, tecnico del Kriens.

## Palmarès

### Club

#### Competizioni nazionali
- Challenge League: 1

Aarau: 2012-2013